# Rohovkový reflex
Rohovkový reflex neboli korneální reflex je samovolné sevření víček při podráždění rohovky mechanickým nebo jiným podnětem.
Při neurologickém vyšetření se testuje tento reflex tak, že se chomáčkem vaty podráždí rohovka, a při správné funkci nervové soustavy dojde k sevření víček obou očí. Ověřuje se tím senzitivní funkce první větve trojklaného nervu, motorická funkce lícního nervu, a protože se jedná o kmenový reflex, také stav Varolova mostu, zejména u pacientů s poškozením mozku, kdy je potřeba určit výši poškození. Tento reflex nelze oboustranně vybavit v hlubokém bezvědomí, pokud je výbavný pouze na jednom oku, jedná se zpravidla o důsledek poškození trojklaného nervu.
Signál o dotyku rohovky je veden přes nervi cilliares a nervus ophthalmicus (1. větev trojklaného nervu) do mozkového kmene. Signál k sevření víček jde cestou lícního nervu, který inervuje kruhový oční sval (m. orbicularis oculi) zodpovědný za pohyb očními víčky.